# Oh Uganda, Land of Beauty
"Oh Uganda, Land of Beauty" es el himno nacional de Uganda. Fue adoptado en 1962 con la letra y música de George Wilberforce Kakoma. 

## Letra en inglés
Oh Uganda! may God uphold thee,
We lay our future in thy hand,
United free for liberty
Together we'll always stand.
Oh Uganda! the land of freedom,
Our love and labour we give,
And with neighbours all,
At our country's call
In peace and friendship we'll live.
Oh Uganda! the land that feeds us,
By sun and fertile soil grown,
For our own dear land,
We'll shall always stand,
The Pearl of Africa's crown.

## Letra en español
Oh Uganda! que Dios te defienda,
Ponemos nuestro futuro en tu mano.
Unidos, libres,
Por la libertad
Siempre vamos a estar juntos.
Oh Uganda! la tierra de la libertad.
Nuestro amor y trabajo te damos,
Y con todos los vecinos,
En nuestro país la llamada de
En la paz y la amistad vamos a vivir.
Oh Uganda! la tierra que nos alimenta
De sol y suelo fértil crecido.
Por nuestra querida tierra,
Nos pondremos siempre de pie,
La perla de la Corona de África.
- Datos: Q110193
- Multimedia: National anthem of Uganda / Q110193